# آن ماری میویل
آن ماری میویل (متولد ۱۱ نوامبر ۱۹۴۵) سازندهٔ ویدئو و فیلم‌ساز سوئیسی است که سایت اند ساوند از او با عنوان «هنرمند چندرسانه ای بسیار مهم» یاد کرده‌است. 

## زندگی‌نامه
میویل وقتی با ژان لوک گدار آشنا شد یک عکاس تمرینی بود، که در سال ۱۹۷۳ با او همراه شد. او از سال ۱۹۷۳ تا ۱۹۹۴ با گدار به عنوان عکاس، فیلم نامه‌نویس، تدوینگر فیلم، کارگردان مشترک و با به عهده گرفتن نقش مدیر هنری در برخی از پروژه‌هایشان همکاری کرد. در سال ۱۹۸۳، او اولین فیلم کوتاهش را با عنوان «چگونه می توانم دوست داشته باشم»ساخت، فیلم دومش، «کتاب مریم (Le livre de Marie)» .« کتاب مریم» در نسخه دی‌وی‌دی «درود بر مریم» گدار عرضه شد.

## آثار
در سال ۲۰۰۲، میویل «Images en parole»، مجموعه‌ای از متن‌های کوتاه را نوشت که توسط لئو Léo Scheer منتشر شد. Léo Scheer نوشت که «آن‌ها ادامهٔ عکس‌های ساکن، فیلم‌های کوتاه نوشتاری هستند. که دقیقاً راجع به رمان صحبت نمی‌کنند، بلکه بیشتر راجع به لحظات ناگفتنی است، از طعم تصویر گریخته، در این جا مساله فیلم‌برداری به وسیلهٔ کلمات است.»

### به عنوان کارگردان
- ۱۹۷۶ : Six fois deux / Sur et sous la communication (مجموعه تلویزیونی)
- ۱۹۷۶: اینجا و جای دیگر (به فرانسوی: Ici et Ailleurs‎ )
- ۱۹۷۷: France/tour/detour/deux/enfants (مجموعه تلویزیونی)
- ۱۹۷۸: Comment ça va?
- ۱۹۸۳: چگونه می توانم دوست داشته باشم
- ۱۹۸۴: کتاب مریم
- ۱۹۸۶: نرم و سخت
- ۱۹۸۶: Faire la fête
- ۱۹۸۸: موضوع عزیز من ( فرانسوی: Mon cher sujet‎)
- ۱۹۸۹: Le Rapport Darty
- 1990: Comment vont les enfants
- ۱۹۹۱: Contre l'oubli (مستندی که سی فیلم کوتاه سه دقیقه ای برای سی پرونده سازمان عفو بین‌الملل است).
- ۱۹۹۴: Lou n'a pas dit non (با الهام از مکاتبات لو آندریاس سالومه و راینر ماریا ریلکه)
- ۱۹۹۵: Deux fois cinquante ans de cinéma français
- ۱۹۹۷: Nous sommes tous encore ici
- ۱۹۹۸: مکان قدیمی
- ۲۰۰: Après la réconciliation
- ۲۰۰۲: Liberté et patrie

### به عنوان فیلمنامه‌نویس
- ۱۹۷۵: شماره دو
- ۱۹۷۶: Six fois deux / Sur et sous la communication (مجموعه تلویزیونی)
- ۱۹۷۶: اینجا و جایی دیگر (به فرانسوی: Ici et Ailleurs‎)
- ۱۹۷۷: France/tour/detour/deux/enfants (مجموعه تلویزیونی)
- ۱۹۷۸: Comment ça va
- ۱۹۸۰: هر مردی برای خودش ( فرانسوی: Sauve qui peut (la vie)‎
- ۱۹۸۵: کارآگاه
- ۱۹۸۶: Faire la fête
- ۱۹۸۸: موضوع عزیز من ( فرانسوی: Mon cher sujet‎ )
- ۱۹۹۴: Lou n'a pas dit non
- ۱۹۹۷: Nous sommes tous encore ici
- ۲۰۰۰: Après la réconciliation
- ۲۰۰۲: Liberté et patrie
- ۲۰۰۲: ده دقیقه قدیمی تر: ویولن سل

### به عنوان تدوین‌گر
- ۱۹۷۶: Six fois deux / Sur et sous la communication (مجموعه تلویزیونی)
- ۱۹۷۶: اینجا و جایی دیگر (به فرانسوی: Ici et Ailleurs‎ )
- ۱۹۸۰: هر مردی برای خودش ( فرانسوی: Sauve qui peut (la vie)‎ )
- ۱۹۸۵: درود بر مریم ( فرانسوی: Je vous salue, Marie‎ )
- ۱۹۸۶: Faire la fête
- ۱۹۸۸: موضوع عزیز من ( فرانسوی: Mon cher sujet‎ )
- ۱۹۹۵: Deux fois cinquante ans de cinéma français
- ۲۰۰۰: Après la réconciliation
- ۲۰۰۲: Liberté et patrie